# Les Déchargeurs
Les Déchargeurs (ou théâtre des Déchargeurs) est une salle de spectacles parisienne située 3, rue des Déchargeurs dans le quartier des Halles (1er arr.).
Elle est desservie par les stations de métro Châtelet et Hôtel de Ville.

## Historique

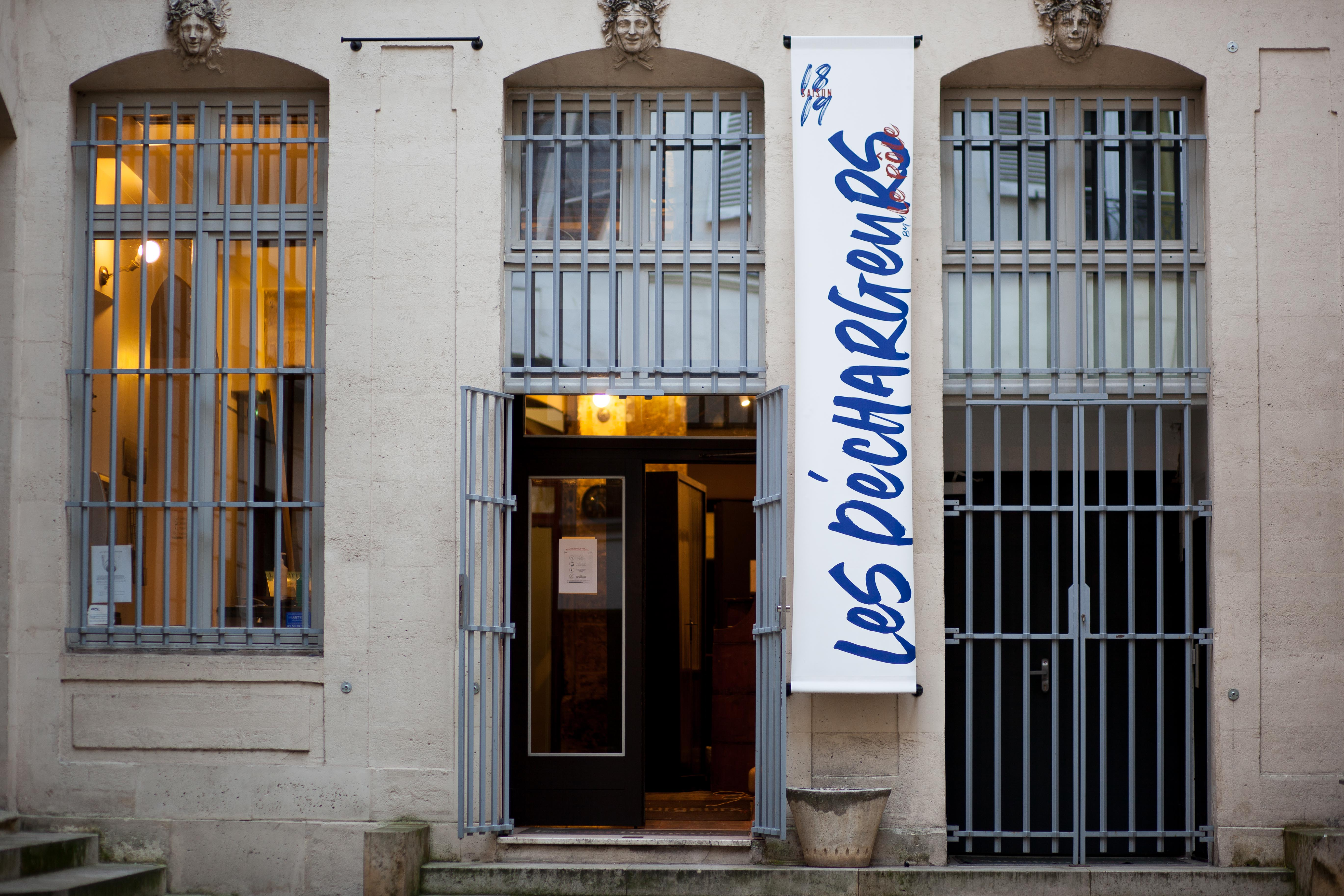
Vue du théâtre, depuis la cour.

Le bâtiment est construit en 1708 par Marie Orceau, veuve Rouillé, membre de la richissime famille Pajot et Rouillé propriétaire de la Poste, à l'époque entreprise privée et qui se trouvait à quelques mètres de là dans l'hôtel de Villeroy.
Il est inscrit à l'Inventaire des monuments historiques par arrêté du 12 février 1925 pour ses façades sur rue et sur cour, ce qui ne l'empêche pas d'être laissé à l'abandon dans les années 1970. Il est repris par Vicky Messica en 1979, qui en fait un théâtre. Lee Fou Messica, sa femme, et Ludovic Michel lui succèdent à sa mort en 1998.
Le 4 octobre 2001, les toitures sur rue et sur cour, ainsi que l'escalier monumental et sa cage du XVIIIe siècle situés dans la cour principale à l'extrémité de l'aile de gauche, sont eux aussi classés.
Pour financer sa rénovation, le théâtre propose en 2014 au public « d'adopter un fauteuil »,.
Élisabeth Bouchaud, également propriétaire de La Reine blanche, reprend le lieu en juin 2018, suivi par Adrien Grassard le 12 février 2021.
Le 2 août 2023, Adrien Grassard annonce sur Facebook le dépôt de bilan et l'arrêt immédiat de toute programmation, le groupe immobilier Holfim, nouveau propriétaire du lieu, ayant négocié une réduction du bail sur fond de polémique avec les salariés. Une pétition de soutien est lancée par les compagnies accueillies par le lieu. La directrice de la culture de la Ville de Paris, Aurélie Filippetti, indique que la mairie « étudie toutes les possibilités pour aider le théâtre ».

## Programmation

Clichés d'Eugène Atget, 1908
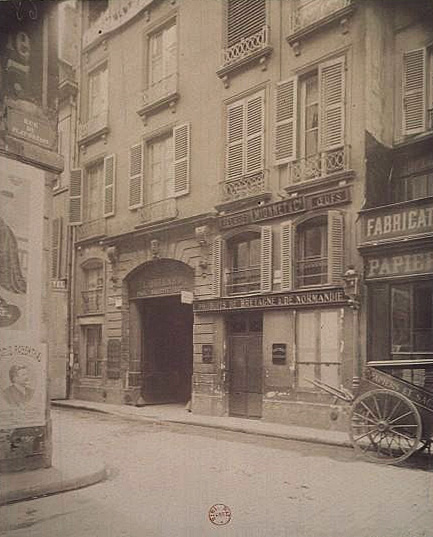
Façade sur rue.
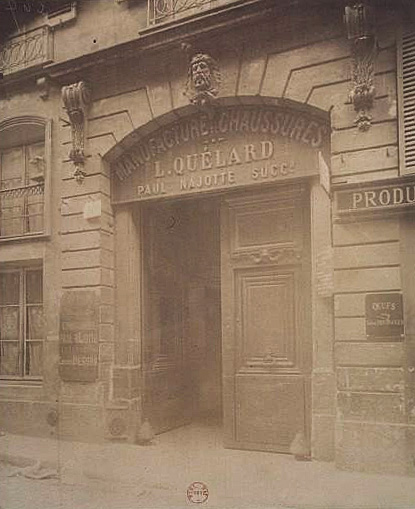
Portail.
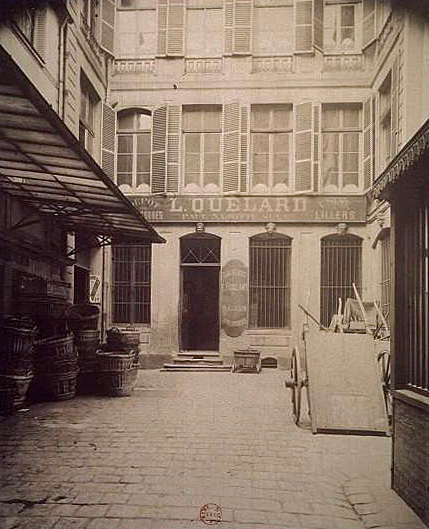
Cour intérieure.
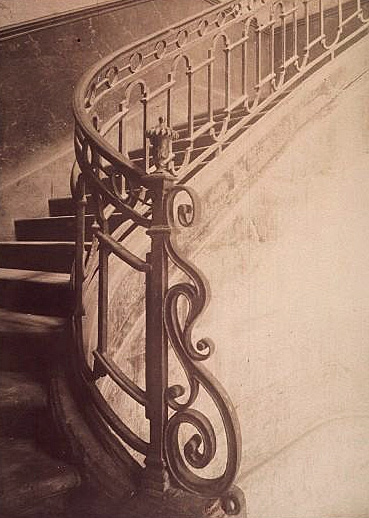
Escalier.